# Filkesjön
Filkesjön är en sjö i Kristianstads kommun i Skåne och Olofströms kommun i  Blekinge. Sjön ingår i Skräbeåns huvudavrinningsområde. Sjön har en area på 1,59 kvadratkilometer och ligger 75,3 meter över havet. Sjön avvattnas av vattendraget Skräbeån (Alltidhultsån). Vid provfiske har bland annat abborre, braxen, gers och gädda fångats i sjön.
Sjön har sitt största tillopp i väster. Det är Edre ström som kommer från Immeln. Utloppet ligger i öster och går till Gillesjön och vidare till Raslången. Den största ön är Trollön.
I början av 1930-talet hade brottslingarna "Bildsköne Bengtsson" och "Tatuerade Johansson" sitt gömställe i en hydda vid sjöns strand. Platsen för hyddan har undersökts i programmet Utgrävarna som sänts i SVT.

## Delavrinningsområde
Filkesjön ingår i delavrinningsområde (624161-141310) som SMHI kallar för Utloppet av Filkesjön. Medelhöjden är 94 meter över havet och ytan är 15,51 kvadratkilometer. Räknas de 15 avrinningsområdena uppströms in blir den ackumulerade arean 291,14 kvadratkilometer. Avrinningsområdets utflöde Skräbeån (Alltidhultsån) mynnar i havet. Avrinningsområdet består mestadels av skog (78 %). Avrinningsområdet har 2,08 kvadratkilometer vattenytor vilket ger det en sjöprocent på 13,4 %.

## Fisk
Vid provfiske har följande fisk fångats i sjön:
- Abborre
- Braxen
- Gärs
- Gädda
- Löja
- Mört
- Ruda
- Sik
- Sutare